# Menella ramosissima
Menella ramosissima är en korallart som först beskrevs av Stiasny 1935.  Menella ramosissima ingår i släktet Menella och familjen Plexauridae. Inga underarter finns listade i Catalogue of Life.